# Enewe
Enewe (auch: Eniien) ist eine Insel des Ailinglaplap-Atolls in der Ralik-Kette im ozeanischen Staat der Marshallinseln (RMI).

## Geographie
Das Motu liegt im Südsaum des Riffs zwischen mehreren unbenannten Motu und Lek im Westen, sowie dem South Pass (Minami, Minami-suido, Süd-Einfahrt) im Osten und Buoj. Das langgezogene Motu zeichnet sich durch stark zur Lagune gekrümmte Enden aus. Das Westende trägt auch die Bezeichnung Daroyan.

## Klima
Das Klima ist tropisch heiß, wird jedoch von ständig wehenden Winden gemäßigt. Ebenso wie die anderen Orte der Ailinglaplap-Gruppe wird Enewe gelegentlich von Zyklonen heimgesucht.